# 現任日本都道府縣知事列表
①都道府縣知事為日本各都道府縣的首長（地方自治法第147条），負責管理以及執行該都道府縣內的各種行政事務（地方自治法第148条）。凡是年滿30歲的日本國民即擁有被選為都道府縣知事的權利（地方自治法第19条第2項）。一任為4年，任期從選舉之日起計算，但在前任任期結束前進行的選舉則需要等到任期屆滿或辭職的次日起開始計算（地方自治法第140条、公職選舉法第259条）。特殊情況下，如果辭職後進行的選舉仍為前任當選的話，則仍延續辭職前的任期，不會重新計算（公職選舉法第259条之2）。 

## 都道府縣知事的權限
根據《地方自治法》規定，都道府縣知事不能兼任眾議院議員、參議院議員、各地方議會議員、議會職員等職務（地方自治法第141条）。因此各議員需要在參選知事前辭去議員職務，否則申請候選人的行為便被視為自動喪失議員職務。另外，雖然無明文規定都道府縣知事不能兼任國務大臣，但在小泉純一郎内閣時期，首相本人曾明確表示不應任命都道府縣知事兼任國務大臣。《地方自治法》還規定，都道府縣知事不能兼任該都道府縣各承包商法人的高級管理職務（地方自治法第142条）。
都道府縣知事在管轄區域內權限較大，卻仍受到都道府縣議會的制約，都道府縣議會可以提出不信任決議，但知事在不信任決議通過的情況下仍可以在10日以內強制解散議會（地方自治法第178条）。都道府縣知事的主要權限包括：
- 向都道府縣議會提出議案
- 編製與執行預算
- 徵收地方税、分擔金、使用費、手續費等稅費
- 將決算交付都道府縣議會進行認定
- 監督都道府縣的資金管理
- 取得、管理、處分財產
- 設置、管理、廢除公共設施
- 保管證書與檔案（地方自治法第149条）
- 制定各種規則，並對違規者處5萬日圓以下的罰款（地方自治法第15条）
- 指揮監督都道府縣各輔助機關的職員（地方自治法第154条）
- 指揮監督都道府縣區域內的各公共團體（地方自治法第157条）

## 現任都道府縣知事列表
| 都道府縣          | 知事                  | 就任日期 （任職時間）        | 出生日期                | 所属政黨   | 當選屆數 | 出身地                  | 曾任公職                                                   | 資料來源 |
| ----------------- | --------------------- | ---------------------------- | ----------------------- | ---------- | -------- | ----------------------- | ---------------------------------------------------------- | -------- |
| 北海道 （列表）   | 鈴木直道              | 2019年4月23日 （6年45天）    | 1981年3月14日 （44岁）  | 無黨籍     | 2        | 埼玉縣                  | 夕張市市長                                                 | [ 6 ]    |
| 青森縣 （列表）   | 宮下宗一郎            | 2023年6月29日 （1年343天）   | 1979年5月13日 （46岁）  | 無黨籍     | 1        | 陸奥市                  | 陸奥市市長                                                 | [ 7 ]    |
| 岩手縣 （列表）   | 達增拓也              | 2007年4月30日 （18年38天）   | 1964年6月10日 （60岁）  | 無黨籍     | 5        | 盛岡市                  | 眾議院議員                                                 | [ 8 ]    |
| 宮城縣 （列表）   | 村井嘉浩              | 2005年11月21日 （19年198天） | 1960年8月20日 （64岁）  | 無黨籍     | 5        | 大阪府                  | 宮城縣議會議員                                             | [ 9 ]    |
| 秋田縣 （列表）   | 鈴木健太              | 2025年4月20日 （48天）       | 1975年8月25日 （49岁）  | 無黨籍     | 1        | 神戶市                  | 秋田縣議會議員                                             | [ 10 ]   |
| 山形縣 （列表）   | 吉村美榮子            | 2009年2月14日 （16年113天）  | 1951年5月18日 （74岁）  | 無黨籍     | 5        | 大江町                  |                                                            | [ 11 ]   |
| 福島縣 （列表）   | 内堀雅雄              | 2014年11月12日 （10年207天） | 1964年3月26日 （61岁）  | 無黨籍     | 3        | 長野縣                  | 福島縣副知事                                               | [ 12 ]   |
| 茨城縣 （列表）   | 大井川和彦            | 2017年9月26日 （7年254天）   | 1964年4月3日 （61岁）   | 無黨籍     | 2        | 土浦市                  |                                                            | [ 13 ]   |
| 栃木縣 （列表）   | 福田富一              | 2004年12月9日 （20年180天）  | 1953年5月21日 （72岁）  | 無黨籍     | 6        | 日光市 （原今市市）     | 宇都宮市議會議員 栃木縣議會議員 宇都宮市市長               | [ 14 ]   |
| 群馬縣 （列表）   | 山本一太              | 2019年7月28日 （5年314天）   | 1958年1月24日 （67岁）  | 無黨籍     | 2        | 草津町                  | 參議院議員 內閣府特命擔當大臣                              | [ 15 ]   |
| 埼玉縣 （列表）   | 大野元裕              | 2019年8月31日 （5年280天）   | 1963年11月12日 （61岁） | 無黨籍     | 2        | 川口市                  | 參議院議員                                                 | [ 16 ]   |
| 千葉縣 （列表）   | 熊谷俊人              | 2021年4月5日 （4年63天）     | 1978年2月18日 （47岁）  | 無黨籍     | 2        | 兵庫縣                  | 千葉市議會議員 千葉市市長                                  | [ 17 ]   |
| 東京都 （列表）   | 小池百合子            | 2016年8月2日 （8年309天）    | 1952年7月15日 （72岁）  | 無黨籍     | 3        | 兵庫縣                  | 參議院議員 眾議院議員 環境大臣 內閣府特命擔當大臣 防衛大臣 | [ 18 ]   |
| 神奈川縣 （列表） | 黑岩祐治              | 2011年4月23日 （14年45天）   | 1954年9月26日 （70岁）  | 無黨籍     | 4        | 兵庫縣                  |                                                            | [ 19 ]   |
| 新潟縣 （列表）   | 花角英世              | 2018年6月12日 （6年360天）   | 1958年5月22日 （67岁）  | 無黨籍     | 2        | 佐渡市 （原金井町）     | 新潟縣副知事                                               | [ 20 ]   |
| 富山縣 （列表）   | 新田八朗              | 2020年11月9日 （4年210天）   | 1958年8月27日 （66岁）  | 無黨籍     | 2        | 富山市                  |                                                            | [ 21 ]   |
| 石川縣 （列表）   | 馳浩                  | 2022年3月27日 （3年72天）    | 1961年5月5日 （64岁）   | 無黨籍     | 1        | 富山縣                  | 參議院議員 眾議院議員 文部科學大臣                         | [ 22 ]   |
| 福井縣 （列表）   | 杉本達治              | 2019年4月23日 （6年45天）    | 1962年7月31日 （62岁）  | 無黨籍     | 2        | 岐阜縣                  | 福井縣副知事                                               | [ 23 ]   |
| 山梨縣 （列表）   | 長崎幸太郎            | 2019年2月17日 （6年110天）   | 1968年8月18日 （56岁）  | 無黨籍     | 2        | 東京都                  | 眾議院議員                                                 | [ 24 ]   |
| 長野縣 （列表）   | 阿部守一              | 2010年9月1日 （14年279天）   | 1960年12月21日 （64岁） | 無黨籍     | 4        | 東京都                  | 長野縣副知事                                               | [ 25 ]   |
| 岐阜縣 （列表）   | 江崎禎英              | 2025年2月6日 （121天）       | 1964年11月27日 （60岁） | 無黨籍     | 1        | 山県市                  |                                                            | [ 26 ]   |
| 静岡縣 （列表）   | 鈴木康友              | 2024年5月28日 （1年10天）    | 1957年8月23日 （67岁）  | 無黨籍     | 1        | 靜岡縣                  | 濱松市市長                                                 | [ 27 ]   |
| 愛知縣 （列表）   | 大村秀章              | 2011年2月15日 （14年112天）  | 1960年3月9日 （65岁）   | 無黨籍     | 4        | 碧南市                  | 眾議院議員                                                 | [ 28 ]   |
| 三重縣 （列表）   | 一見勝之              | 2021年9月14日 （3年266天）   | 1963年1月30日 （62岁）  | 無黨籍     | 1        | 龜山市                  |                                                            | [ 29 ]   |
| 滋賀縣 （列表）   | 三日月大造            | 2014年7月20日 （10年322天）  | 1971年5月24日 （54岁）  | 無黨籍     | 3        | 大津市                  | 眾議院議員                                                 | [ 30 ]   |
| 京都府 （列表）   | 西脇隆俊              | 2018年4月16日 （7年52天）    | 1955年7月15日 （69岁）  | 無黨籍     | 2        | 京都市                  |                                                            | [ 31 ]   |
| 大阪府 （列表）   | 吉村洋文              | 2019年4月7日 （6年61天）     | 1975年6月17日 （49岁）  | 大阪維新會 | 2        | 河内長野市              | 大阪市會議員 眾議院議員 大阪市市長                         | [ 32 ]   |
| 兵庫縣 （列表）   | 齋藤元彥              | 2021年8月1日 （3年310天）    | 1977年11月15日 （47岁） | 無黨籍     | 2        | 神戶市                  |                                                            | [ 33 ]   |
| 奈良縣 （列表）   | 山下真                | 2023年5月3日 （2年35天）     | 1968年6月30日 （56岁）  | 無黨籍     | 1        | 山梨縣                  | 生駒市市長                                                 | [ 34 ]   |
| 和歌山縣 （列表） | 宮崎泉                | 2025年6月3日（3天）          | 1959年2月21日（66歲）   | 無黨籍     | 1        | 和歌山縣                | 和歌山縣副知事                                             | [ 35 ]   |
| 鳥取縣 （列表）   | 平井伸治              | 2007年4月13日 （18年55天）   | 1961年9月17日 （63岁）  | 無黨籍     | 5        | 東京都                  | 鳥取縣副知事                                               | [ 36 ]   |
| 島根縣 （列表）   | 丸山達也              | 2019年4月30日 （6年38天）    | 1970年3月25日 （55岁）  | 無黨籍     | 2        | 福岡縣                  |                                                            | [ 37 ]   |
| 岡山縣 （列表）   | 伊原木隆太            | 2012年11月12日 （12年207天） | 1966年7月29日 （58岁）  | 無黨籍     | 4        | 岡山市                  |                                                            | [ 38 ]   |
| 廣島縣 （列表）   | 湯崎英彦              | 2009年11月29日 （15年190天） | 1965年10月4日 （59岁）  | 無黨籍     | 4        | 廣島市 （原五日市町）   |                                                            | [ 39 ]   |
| 山口縣 （列表）   | 村岡嗣政              | 2014年2月25日 （11年102天）  | 1972年12月7日 （52岁）  | 無黨籍     | 3        | 宇部市                  |                                                            | [ 40 ]   |
| 德島縣 （列表）   | 後藤田正純            | 2023年5月18日 （2年20天）    | 1969年8月5日 （55岁）   | 無黨籍     | 1        | 東京都                  | 眾議院議員                                                 | [ 41 ]   |
| 香川縣 （列表）   | 池田豐人              | 2022年9月5日 （2年275天）    | 1961年7月15日 （63岁）  | 無黨籍     | 1        | 高松市                  |                                                            | [ 42 ]   |
| 愛媛縣 （列表）   | 中村時廣              | 2010年12月1日 （14年188天）  | 1960年1月25日 （65岁）  | 無黨籍     | 4        | 松山市                  | 愛媛縣議會議員 眾議院議員 松山市市長                       | [ 43 ]   |
| 高知縣 （列表）   | 濱田省司              | 2019年12月7日 （5年182天）   | 1963年1月23日 （62岁）  | 無黨籍     | 2        | 四万十市 （原中村市）   | 大阪府副知事                                               | [ 44 ]   |
| 福岡縣 （列表）   | 服部誠太郎            | 2021年4月14日 （4年54天）    | 1954年9月11日 （70岁）  | 無黨籍     | 2        | 北九州市 （原小倉市）   | 福岡縣副知事                                               | [ 45 ]   |
| 佐賀縣 （列表）   | 山口祥義              | 2015年1月11日 （10年147天）  | 1965年7月11日 （59岁）  | 無黨籍     | 3        | 埼玉縣                  |                                                            | [ 46 ]   |
| 長崎縣 （列表）   | 大石賢吾              | 2022年3月2日 （3年97天）     | 1982年7月8日 （42岁）   | 無黨籍     | 1        | 五島市 （原富江町）     |                                                            | [ 47 ]   |
| 熊本縣 （列表）   | 木村敬                | 2024年4月16日 （1年52天）    | 1974年5月21日 （51岁）  | 無黨籍     | 1        | 東京都                  | 熊本縣副知事                                               | [ 48 ]   |
| 大分縣 （列表）   | 佐藤樹一郎            | 2023年4月28日 （2年40天）    | 1957年11月28日 （67岁） | 無黨籍     | 1        | 大分市                  | 大分市市長                                                 | [ 49 ]   |
| 宮崎縣 （列表）   | 河野俊嗣              | 2011年1月21日 （14年137天）  | 1964年9月8日 （60岁）   | 無黨籍     | 4        | 廣島縣                  | 宮崎縣副知事                                               | [ 50 ]   |
| 鹿兒島縣 （列表） | 鹽田康一              | 2020年7月28日 （4年314天）   | 1965年10月15日 （59岁） | 無黨籍     | 2        | 鹿兒島市                |                                                            | [ 51 ]   |
| 沖繩縣 （列表）   | 玉城康裕 （玉城丹尼） | 2018年10月4日 （6年246天）   | 1959年10月13日 （65岁） | 無黨籍     | 2        | 宇流麻市 （原与那城町） | 沖繩市議會議員 眾議院議員                                  | [ 52 ]   |